# 市立高等学校
市立高等学校（しりつこうとうがっこう）は、市が設置する公立高等学校。

## 概況
県立高等学校、府立高等学校、道立高等学校、都立高等学校に次いで多い公立高等学校であり、33道府県、特に大都市 を中心に設置されている。
近年の少子化により高校数が減少する一方、市町村合併による町立高等学校や組合立高等学校からの移行や北海道立高校からの移行での増加もあり増減を繰り返している。

## 日本の市立高等学校一覧

### 北海道
札幌市、函館市の市立高等学校は市名を冠しない。
- 市立札幌旭丘高等学校
- 市立札幌大通高等学校
- 市立札幌新川高等学校
- 市立札幌平岸高等学校
- 市立札幌清田高等学校
- 市立札幌啓北商業高等学校
- 市立札幌藻岩高等学校
- 市立函館高等学校
- 北海道岩見沢緑陵高等学校
- 北海道滝川西高等学校
- 北海道三笠高等学校
- 北海道士別東高等学校
- 北海道帯広南商業高等学校
- 北海道釧路北陽高等学校

### 岩手県
- 盛岡市立高等学校

### 宮城県
- 仙台市立仙台工業高等学校
- 仙台市立仙台高等学校
- 仙台市立仙台商業高等学校
- 仙台市立仙台大志高等学校
- 石巻市立桜坂高等学校

### 秋田県
- 秋田市立御所野学院高等学校
- 秋田市立秋田商業高等学校

### 山形県
- 山形市立商業高等学校

### 群馬県
- 前橋市立前橋高等学校
- 高崎市立高崎経済大学附属高等学校
- 桐生市立商業高等学校
- 太田市立太田高等学校

### 埼玉県
- さいたま市立大宮北高等学校
- さいたま市立浦和高等学校
- さいたま市立浦和南高等学校
- 川口市立高等学校 - 川口市立川口総合高等学校(旧川口市立川口女子高等学校)・川口市立川口高等学校・川口市立県陽高等学校の3校を統合
- 川越市立川越高等学校

### 千葉県
- 千葉市立稲毛高等学校
- 千葉市立千葉高等学校
- 銚子市立銚子高等学校
- 船橋市立船橋高等学校
- 松戸市立松戸高等学校
- 習志野市立習志野高等学校
- 柏市立柏高等学校

### 神奈川県
- 横浜市立金沢高等学校
- 横浜市立桜丘高等学校
- 横浜市立横浜サイエンスフロンティア高等学校
- 横浜市立戸塚高等学校
- 横浜市立東高等学校
- 横浜市立みなと総合高等学校
- 横浜市立南高等学校
- 横浜市立横浜商業高等学校
- 横浜市立横浜総合高等学校
- 川崎市立川崎高等学校
- 川崎市立川崎総合科学高等学校
- 川崎市立幸高等学校
- 川崎市立高津高等学校
- 川崎市立橘高等学校
- 横須賀市立横須賀総合高等学校

### 新潟県
- 新潟市立万代高等学校
- 新潟市立明鏡高等学校

### 石川県
- 金沢市立工業高等学校
- 小松市立高等学校

### 山梨県
- 甲府市立甲府商業高等学校
- 北杜市立甲陵高等学校

### 長野県
- 長野市立長野高等学校

### 岐阜県
- 岐阜市立岐阜商業高等学校
- 関市立関商工高等学校
- 中津川市立阿木高等学校

### 静岡県
- 静岡市立高等学校
- 静岡市立清水桜が丘高等学校
- 浜松市立高等学校
- 沼津市立沼津高等学校
- 富士市立高等学校

### 愛知県
- 名古屋市立菊里高等学校
- 名古屋市立北高等学校
- 名古屋市立西陵高等学校
- 名古屋市立向陽高等学校
- 名古屋市立桜台高等学校
- 名古屋市立工芸高等学校
- 名古屋市立名古屋商業高等学校
- 名古屋市立富田高等学校
- 名古屋市立工業高等学校
- 名古屋市立緑高等学校
- 名古屋市立名東高等学校
- 名古屋市立山田高等学校
- 名古屋市立若宮商業高等学校
- 名古屋市立中央高等学校
- 豊橋市立豊橋高等学校

### 京都府
- 京都市立堀川高等学校
- 京都市立紫野高等学校
- 京都市立日吉ヶ丘高等学校
- 京都市立塔南高等学校
- 京都市立西京高等学校
- 京都市立美術工芸高等学校
- 京都市立京都堀川音楽高等学校
- 京都市立京都工学院高等学校

### 大阪府
- 堺市立堺高等学校
- 岸和田市立産業高等学校
- 東大阪市立日新高等学校

### 兵庫県
- 神戸市立葺合高等学校
- 神戸市立六甲アイランド高等学校
- 神戸市立科学技術高等学校
- 神戸市立神港高等学校
- 神戸市立兵庫商業高等学校
- 神戸市立須磨翔風高等学校
- 神戸市立楠高等学校
- 神戸市立摩耶兵庫高等学校
- 神戸市立神戸工科高等学校
- 尼崎市立尼崎高等学校
- 尼崎市立尼崎双星高等学校
- 尼崎市立琴ノ浦高等学校
- 西宮市立西宮高等学校
- 西宮市立西宮東高等学校
- 伊丹市立伊丹高等学校
- 明石市立明石商業高等学校
- 姫路市立姫路高等学校
- 姫路市立琴丘高等学校
- 姫路市立飾磨高等学校

### 奈良県
- 奈良市立一条高等学校
- 大和高田市立高田商業高等学校

### 和歌山県
- 和歌山市立和歌山高等学校

### 島根県
- 松江市立皆美が丘女子高等学校

### 岡山県
- 岡山市立岡山後楽館高等学校
- 倉敷市立精思高等学校
- 倉敷市立工業高等学校
- 倉敷市立倉敷翔南高等学校
- 倉敷市立真備陵南高等学校
- 玉野市立玉野商工高等学校
- 玉野市立玉野備南高等学校
- 高梁市立松山高等学校
- 高梁市立宇治高等学校
- 井原市立高等学校
- 備前市立片上高等学校

### 広島県
- 広島市立沼田高等学校
- 広島市立舟入高等学校
- 広島市立美鈴が丘高等学校
- 広島市立基町高等学校
- 広島市立広島工業高等学校
- 広島市立広島商業高等学校
- 広島市立広島みらい創生高等学校
- 福山市立福山高等学校
- 呉市立呉高等学校

### 山口県
- 下関商業高等学校（市立高校で「市立」を冠しない。数少ない事例）

### 徳島県
- 徳島市立高等学校

### 香川県
- 高松第一高等学校（市立高校で「市立」を冠しない。数少ない事例）

### 高知県
- 高知市立高知商業高等学校

### 福岡県
- 福岡市立福翔高等学校
- 福岡市立博多工業高等学校
- 福岡市立福岡女子高等学校
- 福岡市立福岡西陵高等学校
- 北九州市立高等学校
- 久留米市立南筑高等学校
- 久留米市立久留米商業高等学校
- 福岡県立嘉穂総合高等学校嘉麻市立大隈城山校

### 長崎県
- 長崎市立長崎商業高等学校

### 熊本県
- 熊本市立必由館高等学校
- 熊本市立千原台高等学校

### 鹿児島県
- 鹿児島市立鹿児島玉龍高等学校
- 鹿児島商業高等学校
- 鹿児島女子高等学校
- 指宿市立指宿商業高等学校
- 出水市立出水商業高等学校
- 霧島市立国分中央高等学校
- 鹿屋市立鹿屋女子高等学校